# District régional de Fraser Valley
Le district régional de Fraser Valley ou district régional de la vallée du Fraser, en Colombie-Britannique est situé dans le sud-ouest de la province. Il est voisin du Vancouver Métro. Le siège du district se situe à Chilliwack, mais Abbotsford en est la ville la plus peuplée.
On y trouve le parc provincial de Cultus Lake, autour du lac Cultus qui lui donne son nom.
Le sud du district forme une section de la frontière avec l'État de Washington, aux États-Unis ; elle est marquée par les International Boundary US-Canada Monuments.

## Histoire
Le district régional de la Vallée du Fraser est fondé en décembre 1995 à la suite de la dissolution de trois districts régionaux créés en 1967 : Dewdney-Alouette, Central Fraser Valley et Fraser Cheam. Les deux premiers districts voient leurs territoires partagés entre les districts du Grand Vancouver et le nouveau district de la Vallée du Fraser. Le district de Fraser Cheam est entièrement intégré au nouveau district régional,,.

## Géographie

### Relief et hydrographie
Le district régional de la Vallée du Fraser s'étend de part et d'autre du cours inférieur du fleuve Fraser, entre Boothroyd au nord-est et Abbotsford au sud-est. La vallée du Fraser est étroite en amont jusqu'à Agassiz ou elle s'élargit pour atteindre une dizaine de kilomètres. En aval à Abbotsford, la plaine atteint 20 km de large sur le district et se poursuit au sud de la frontière des États-Unis. Les altitudes s'étagent entre 10 et 20 m. Dans la plaine le fleuve s'élargit et se divise en bras plus ou moins actif. La plaine est ponctuée de collines (montagne Chilliwack, 363 m) et par la montagne de Sumas (796 m),.
Au sud et à l'est de la vallée du Fraser le district régional s'étend sur le massif du Skagit qui correspond à l'extrémité nord de la chaîne des Cascades. Les sommets dépassent souvent 2000 m comme dans le chaînon Cheam (2438 m au pic Welch) ou celui de la montagne Sleese (2429 m), mais ne dépasse 2500 m qu'à la montagne Silvertip (2596 m). Cette partie canadienne du massif du Skagit est entaillée de part en part par quelques vallées étroites et profondes : la vallée de la rivière Chilliwack au sud-ouest, la vallée de la rivière Silverhope et du fleuve Skagit au sud-est, la vallée des rivières Nicolum et Sumallo au sud-est ainsi que la vallée de la rivière Coquihalla à l'est du district. Les cours d'eau du district régional du massif du Skagit font généralement partie du bassin versant du Fraser. Quelques-uns se rattachent toutefois au bassin versant du fleuve Skagit qui prend sa source dans le district au pied de la montagne Skaist (1923 m). Ces vallées du massif du Skagit comprennent quelques lac notables : lacs naturels Cultus et Chilliwack dans la vallée de la chilliwack et la vallée Columbia adjacente, lacs artificiels Ross pour son extrémité nord dans la vallée du fleuve Skagit ou encore Wahleach sur le torrent homonyme,.

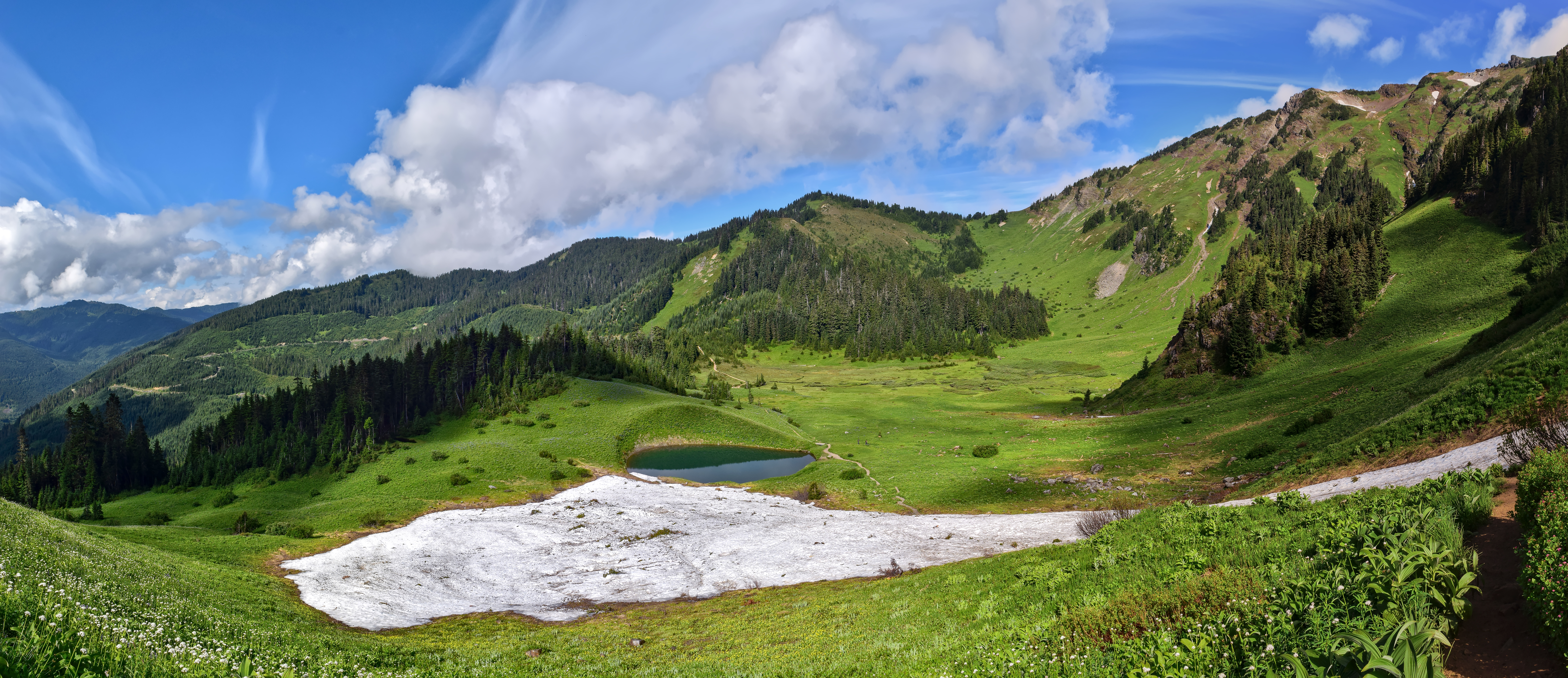
Le lac spoon, dans les environs du Cheam Peak, dans le district régional de Fraser Valley. Juillet 2021.

Au nord et à l'ouest de la vallée du Fraser le district régional s'étend sur le chaînon du Pacifique, extrémité sud de la chaîne Côtière de Colombie-Britannique. Les sommets dépassent parfois 2500 m sur les frontières du district dans le chaînon Lillooet (2736 m au Pick Kwoiek) et dans le parc provincial Garibaldi ( 2903 m à la montagne Wedge). Les vallées qui découpent le chaînon Pacifique ont leurs écoulements généralement dirigés vers le sud et sont toutes tributaires du Fraser. Leurs portions sud comprennent d'importants lacs. La plus importante de ces rivières est la Lillooet qui conflue avec le Fraser (sous le nom de rivière Harrison) au nord de Chilliwack. Le sud de sa vallée est occupé par le lac Harrison qui s'étend sur 60 km de longueur. En allant vers l'ouest on rencontre successivement la rivière Stave et le lac homonyme, le lac Alouette et enfin la rivière Pitt et le lac du même nom,.

## Administration

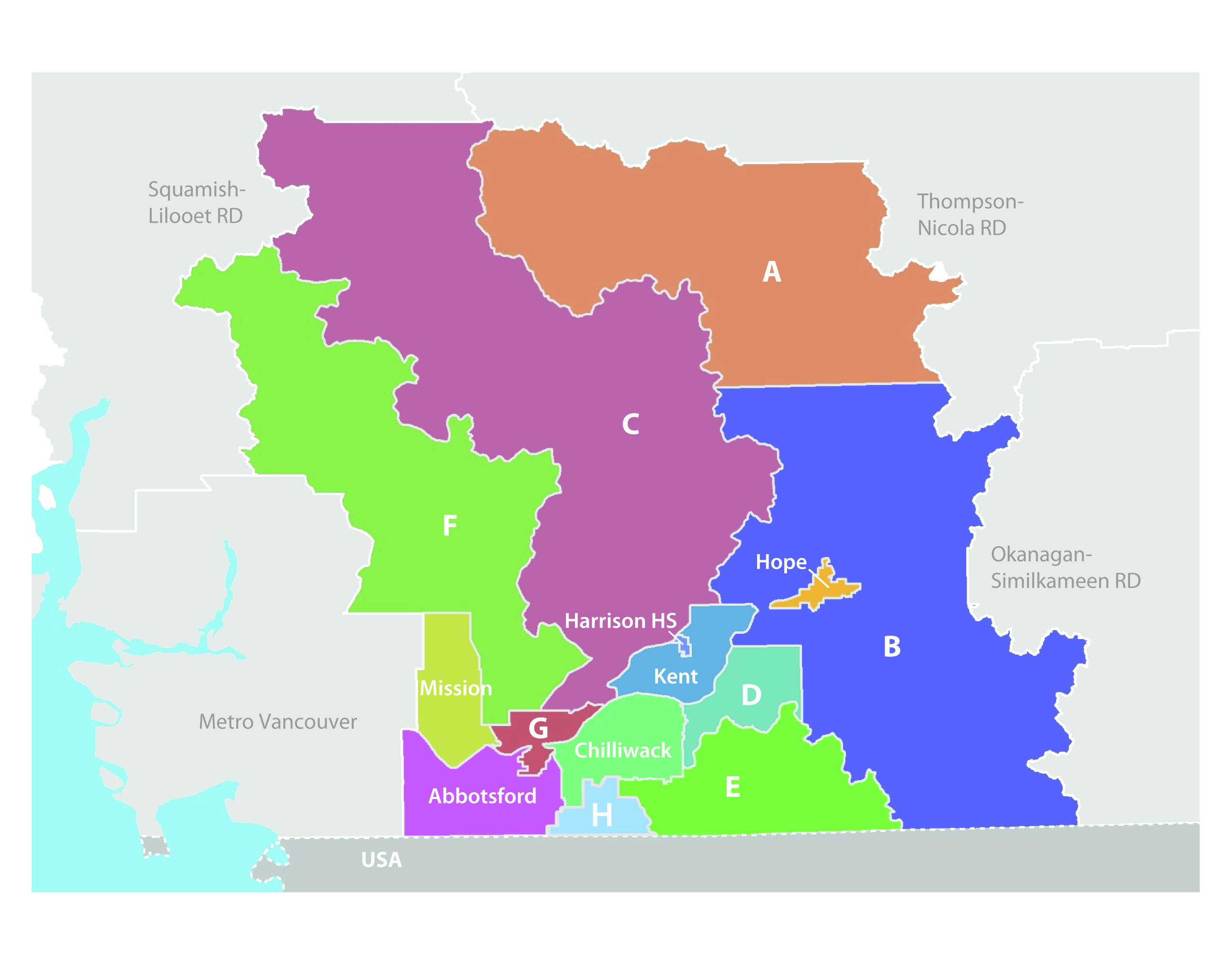
Divisions électorales du district régional de la Vallée du Fraser.

Le district régional de la Vallée du Fraser est créé le 12 décembre 1995. Il est dirigé par un directoire de 24 membres. Ils sont soit nommés, pour les municipalités, soit élus pour les aires électorales. Les aires électorales sont des zones non découpées en municipalités sur lesquelles le district exerce des compétences municipales. Le siège du district est à Chilliwack.
| Divisions électorales | Nombre de directeurs | Droits de vote | Population |
| --------------------- | -------------------- | -------------- | ---------- |
| Municipalités         |                      |                |            |
| Abbotsford            | 7                    | 31             | 153 875    |
| Chilliwack            | 4                    | 20             | 98 161     |
| Mission               | 2                    | 9              | 41 851     |
| Hope                  | 1                    | 2              | 6 686      |
| Kent                  | 1                    | 2              | 7 120      |
| Harrison Hot Springs  | 1                    | 1              | 1 905      |
| Aires électorales     |                      |                |            |
| A                     | 1                    | 1              | 577        |
| B                     | 1                    | 1              | 1 531      |
| C                     | 1                    | 1              | 2 244      |
| D                     | 1                    | 1              | 2 299      |
| E                     | 1                    | 1              | 1 568      |
| F                     | 1                    | 1              | 1 384      |
| G                     | 1                    | 1              | 2 090      |
| H                     | 1                    | 1              | 2 714      |
| Total                 | 24                   | 73             | 324 005    |

## Démographie
| 1991    | 1996    | 2001    | 2006    |
| ------- | ------- | ------- | ------- |
| 186 163 | 220 397 | 237 550 | 257 031 |

| 2011    | 2016    | 2021    | - |
| ------- | ------- | ------- | - |
| 277 593 | 295 934 | 324 005 | - |